# Isabel Figueira
Ana Isabel Teixeira Laranjo Figueira (Lisboa, 21 de outubro de 1980) é uma modelo, apresentadora de televisão e atriz portuguesa.

## Carreira

### Moda
Isabel Figueira começou a sua carreira de modelo aos 17 anos, em 1997, tendo frequentado um curso de modelo na L'Agence Models. Em 2003 foi capa da revista Maxmen. Esta foi a sua rampa de lançamento para a sua carreira de modelo. Fez trabalhos para marcas como Kinder Bueno, Moss, Corporacion Dermostetica, Triumph, Danone, Trident, Galp, JustCavalli Joias, entre muitos outros. 

#### Campanhas publicitárias
Para várias marcas tais como GQ, Vogue, Renault, Telecel, Vodafone, Oni, TMN, Optimus, MaxMen, Galp, Cortefiel, Moviflor, Chateaux d'ax, Vaqueiro, Olá, Sveltess, Netcabo, Lion Of Porches, Triumph, Modalfa, Radio Popular, Toyota e Moss.

#### Desfiles
Moda Lisboa, Portugal Fashion, Forum Aveiro, Coimbra, Viseu, Almada, Montijo, Gio Rodrigues e várias marcas de roupa como Salsa, Bus, Miss sixty, entre outras.
A partir de 2006 começa a conciliar os diversos desfiles por todo o país com a apresentação do Top+ juntamente com Francisco Mendes.

### Apresentadora de televisão
Apresentou em 2001 o programa Yorn Sound Syste na SIC Radical e em 2002 o programa N Ruas da NTV. Apresentou também a entrega de prémios "Melhor Jogador da Jornada" da RTP1. Na RTP, ainda participou em programas como Top+ entre 2002 e 2012, Domingo é Domingo! em 2003, Há Volta em 2007, 2008, 2011, 2012 e 2013, Live Earth em 2007, Especial Estoril Open e Especial Word Bike Tour em 2008.
Entre 2019 e 2021 fez parte da equipa do programa Somos Portugal da TVI.

### Atriz
Na RTP1 teve oportunidade de fazer parte de diversas produções como a série portuguesa de humor negro Um Lugar Para Viver, onde interpretou Ana Lafayette, a série A minha sogra é um bruxa! entre 2003/2004 e a série Maternidade, em 2011.
Participou no filme Sorte Nula, de Fernando Fragata. Em 2005 participou em Pedro e Inês. Em 2008, no cinema espanhol participou em El excesivo consumo de estrógenos de Ludovico Graham do realizador Patxi Basabe.
Participa na curta metragem de Sérgio Graciano, Linhas de Sangue, e no telefilme A Solista, da RTP1.
Foi nomeada para a categoria "Melhor atriz de elenco", dos Troféus TV 7 Dias.
Em 2016 é confirmada como atriz regular da série infanto-juvenil da TVI, Massa Fresca, dando vida à professora Bárbara.
Entre 2020 e 2021 integra o elenco principal da novela Amar Demais na TVI, dando vida a Estela Campos.
Em 2024 integra o elenco principal da novela Cacau na TVI, interpretando a enfermeira Susana.

### Outros
Foi convidada a participar nos programas Dança Comigo, Música no ar e Família é Família, Quem quer ser milionário Famosos, Apanha se puderes Famosos, entre muitos outros.
No ano de 2014 participa no concurso da TVI, Dança com as Estrelas, apresentado por Cristina Ferreira. Isabel Figueira é eliminada no 2º programa, transmitido no dia 10 de agosto de 2014.

## Vida pessoal
Foi casada com César Peixoto, com quem teve um filho, Rodrigo. Do seu antigo relacionamento com Francisco Sotto Mayor, nasceu o seu segundo filho, Francisco.

## Filmografia

### Televisão
| Ano             | Projeto                            | Papel                             | Notas                                                                          | Canal |
| --------------- | ---------------------------------- | --------------------------------- | ------------------------------------------------------------------------------ | ----- |
| 2001            | Acorrentados                       | Ela Própria                       | Concorrente                                                                    | SIC   |
| 2001            | Yorn Sound Syste                   | Ela Própria                       | Apresentadora                                                                  | SIC   |
| 2002            | N Ruas                             | Ela Própria                       | Apresentadora                                                                  | NTV   |
| 2002 - 2012     | Top+                               | Ela Própria                       | Apresentadora, ao lado de Francisco Mendes                                     | RTP1  |
| 2003            | A Minha Sogra É uma Bruxa          | Atriz                             | Participação Especial                                                          | RTP1  |
| 2003            | Domingo é Domingo!                 | Ela Própria                       | Apresentadora, ao lado de Daniel Oliveira, Ricardo Carriço e Serenella Andrade | RTP1  |
| 2005            | Música no Ar                       | Vários Papéis                     | Elenco Principal                                                               | RTP1  |
| 2005            | Pedro e Inês                       | Hermínia                          | Elenco Principal                                                               | RTP1  |
| 2007            | Há Volta                           | Ela Própria                       | Apresentadora                                                                  | RTP1  |
| 2008            | Há Volta                           | Ela Própria                       | Apresentadora                                                                  | RTP1  |
| 2010            | Há Volta                           | Ela Própria                       | Apresentadora                                                                  | RTP1  |
| 2011            | Há Volta                           | Ela Própria                       | Apresentadora                                                                  | RTP1  |
| 2013            | Há Volta                           | Ela Própria                       | Apresentadora                                                                  | RTP1  |
| 2007            | Dança Comigo 2                     | Ela Própria                       | Concorrente                                                                    | RTP1  |
| 2009            | Um Lugar para Viver                | Ana Pereira Lafayette             | Elenco Principal                                                               | RTP1  |
| 2011 - 2013     | Maternidade                        | Laura Brito                       | Elenco Principal                                                               | RTP1  |
| 2012            | A Solista (telefilme)              | Laura                             | Elenco Principal                                                               | RTP1  |
| 2013            | Portugal no Coração                | Ela Própria                       | Apresentadora                                                                  | RTP1  |
| 2014 - 2016     | Os Nossos Dias                     | Maria João                        | Elenco Principal                                                               | RTP1  |
| 2014            | The Voice Kids - Exclusivo         | Ela própria                       | Apresentadora                                                                  | RTP1  |
| 2014            | Dança com as Estrelas (2.ª edição) | Ela própria                       | Concorrente                                                                    | TVI   |
| 2016            | Massa Fresca                       | Bárbara Moreira                   | Elenco Principal                                                               | TVI   |
| 2017            | País Irmão                         | Mulher Bonita                     | Elenco Adicional                                                               | RTP1  |
| 2017            | Inspetor Max                       | Salomé                            | Participação Especial                                                          | TVI   |
| 2017            | Biggest Deal                       | Ela Própria                       | Concorrente (Vencedora)                                                        | TVI   |
| 2018 - 2019     | Valor da Vida                      | Michelle Brito                    | Elenco Principal                                                               | TVI   |
| 2019 - 2021     | Somos Portugal                     | Ela Própria                       | Apresentadora                                                                  | TVI   |
| 2019            | Juntos em Festa                    | Ela Própria                       | Apresentadora                                                                  | TVI   |
| 2019            | Amar Depois de Amar                | Luísa Barrigoto                   | Elenco Principal                                                               | TVI   |
| 2020 - 2021     | Amar Demais                        | Estela Campos                     | Elenco Principal                                                               | TVI   |
| 2021            | Bem Me Quer                        | Sofia                             | Elenco Adicional                                                               | TVI   |
| 2022            | Festa É Festa                      | Ela Própria, no papel de Florinda | Participação Especial                                                          | TVI   |
| 2022            | Dois às 10                         | Ela Própria                       | Repórter no Wonderland Lisboa                                                  | TVI   |
| 2023            | Dança Comigo 5                     | Ela Própria                       | Concorrente                                                                    | RTP1  |
| 2024            | Cacau                              | Susana                            | Elenco Principal                                                               | TVI   |
| 2025 - presente | V+ Fama                            | Ela Própria                       | Comentadora                                                                    | V+TVI |
| 2025            | Big Brother Verão                  | Ela Própria                       | Comentadora                                                                    | TVI   |

### Especiais / Outros
| Ano  | Projeto                  | Notas                                                 | Canal |
| ---- | ------------------------ | ----------------------------------------------------- | ----- |
| 2007 | Especial Live Earth      | Apresentadora                                         | RTP1  |
| 2008 | Especial World Bike Tour | Apresentadora                                         | RTP1  |
| 2008 | Especial Estoril Open    | Apresentadora                                         | RTP1  |
| 2013 | Optimus Alive            | Apresentadora                                         | RTP1  |
| 2019 | A Caminho do Título      | Repórter                                              | TVI   |
| 2020 | Portugal na TVI          | Apresentadora                                         | TVI   |
| 2021 | All Together Now         | Jurada Convidada                                      | TVI   |
| 2021 | Joga Portugal            | Apresentadora                                         | TVI   |
| 2023 | Em Família               | Comentadora substituta da tertúlia "Ai, não me digas" | TVI   |
| 2023 | Dois às 10               | Comentadora substituta da rubrica "Conversas de Café" | TVI   |
| 2024 | Em Família               | Jurada do concurso "Costureiros Amadores"             | TVI   |
| 2024 | Chefs da Nossa Terra 2   | Participante                                          | RTP1  |
| 2024 | Congela                  | Concorrente Convidada                                 | TVI   |
| 2024 | Toda a Gente Me Diz Isso | Participação Especial                                 | TVI   |
| 2025 | Funtástico               | Jurada Convidada                                      | TVI   |

### Cinema
| Ano  | Filme                                                | Papel         |
| ---- | ---------------------------------------------------- | ------------- |
| 2004 | Sorte Nula                                           | Agente Sandra |
| 2010 | El excesivo consumo de estrógenos de Ludovico Graham |               |
| 2013 | Sentimentos                                          |               |
| 2018 | Linhas de Sangue                                     | Plácida       |